# Сибирское воспитание
Сибирское воспитание (итал. Educazione siberiana) — итальянский криминально-драматический фильм режиссёра Габриэле Сальватореса. Фильм основан на одноименной книге Николая Лилина. Фильм одиннадцать раз был номинирован на премию Давида ди Донателло. Фильм был снят в Литве и Италии.

## Сюжет
Колыма и Гагарин воспитывает дедушка Кузя. Кузя воспитывает их очень строгое воспитание, уделяя особое внимание ненависти к советским чиновникам. После одной из попыток ограбления Советов Гагарин схвачен, предан суду и заключен в тюрьму. Спустя семь лет, Гагарин выходит из тюрьмы и обнаруживает, что идеалы его народа рухнули из-за торговли наркотиками, поэтому он вступает в эту новую систему, но в конечном итоге оказывается в конфликте с Колымой.

## В ролях
- Джон Малкович в роли деда Кузьмы
- Арнас Федаравичюс в роли Колымы
- Вилиус Тумалавичус в роли Гагарина
- Петер Стормаре в роли Инка
- Элеонор Томлинсон в роли Ксении
- Жильвинас Тратас в роли Шорти
- Йонас Труканас в роли Мел
- Эрикас Заремба в роли Виталика

## Критика
Михаил Трофименков из «КоммерсантЪ» дал фильму ироничную положительную оценку. Евгений Баженов раскритиковал фильм, дав ему негативную оценку.
The Hollywood Reporter дал фильму положительную оценку, назвав его «сильной экзотикой».